# Plectranthus dissitiflorus
Plectranthus dissitiflorus là một loài thực vật có hoa thuộc họ Lamiaceae.
Loài này chỉ có ở Cameroon.
Môi trường sống tự nhiên của chúng là rừng khô nhiệt đới hoặc cận nhiệt đới. P. dissitiflorus hiện đang bị đe dọa vì mất môi trường sống.